# Masaya Okugawa
Masaya Okugawa (奥川 雅也?, Okugawa Masaya; Kōka, 14 aprile 1996) è un calciatore giapponese, centrocampista del Kyoto Sanga.

## Caratteristiche tecniche
È un trequartista che può giocare anche come esterno sinistro.

## Carriera

### Club
Cresciuto nelle giovanili dello Kyoto Sanga, ha esordito in prima squadra il 6 maggio 2015 in occasione del match pareggiato 1-1 contro il Gifu.

### Nazionale
Ha giocato nelle nazionali giovanili giapponesi Under-18 ed Under-20.

## Statistiche

### Presenze e reti nei club
Statistiche aggiornate al 2 maggio 2020.
| Stagione         | Squadra          | Campionato       | Campionato | Campionato | Coppe nazionali | Coppe nazionali | Coppe nazionali | Coppe continentali | Coppe continentali | Coppe continentali | Altre coppe | Altre coppe | Altre coppe | Totale | Totale | Totale |
| Stagione         | Squadra          | Comp             | Pres       | Reti       | Comp            | Pres            | Reti            | Comp               | Pres               | Reti               | Comp        | Pres        | Reti        | Pres   | Reti   |        |
| ---------------- | ---------------- | ---------------- | ---------- | ---------- | --------------- | --------------- | --------------- | ------------------ | ------------------ | ------------------ | ----------- | ----------- | ----------- | ------ | ------ | ------ |
| 2015             | Kyoto Sanga      | J2               | 5          | 1          | CJ+CI           | 0               | 0               |                    | -                  | -                  |             | -           | -           | 5      | 1      |        |
| 2015-2016        | Liefering        | 1L               | 30         | 3          | CA              | 0               | 0               |                    | -                  | -                  |             | -           | -           | 30     | 3      |        |
| 2016-2017        | Liefering        | 1L               | 34         | 5          | CA              | 0               | 0               |                    | -                  | -                  |             | -           | -           | 34     | 5      |        |
| Totale Liefering | Totale Liefering | Totale Liefering | 64         | 8          |                 | -               | -               |                    | -                  | -                  |             | -           | -           | 64     | 8      |        |
| 2017-2018        | Mattersburg      | BL               | 25         | 5          | CA              | 3               | 3               |                    | -                  | -                  |             | -           | -           | 28     | 8      |        |
| 2018-2019        | Holstein Kiel    | 2.BL             | 19         | 5          | CG              | 2               | 0               |                    | -                  | -                  |             | -           | -           | 21     | 5      |        |
| 2019-2020        | Salisburgo       | BL               | 23         | 9          | CA              | 5               | 2               | UCL+UEL            | 4+1                | 0                  |             | -           | -           | 33     | 11     |        |
| Totale carriera  | Totale carriera  | Totale carriera  | 136        | 28         |                 | 10              | 5               |                    | 5                  | 0                  |             | -           | -           | 151    | 33     |        |

## Palmarès

### Club

#### Competizioni nazionali
- Campionato austriaco: 2

Salisburgo: 2019-2020, 2020-2021
- Coppa d'Austria: 2

Salisburgo: 2019-2020, 2020-2021